# Аква Альзієтіна
Аква Альзієтіна (лат. Aqua Alsietina, пізніше лат. Aqua Augusta) — античний водопровід для постачання води в Римі.

## Історія
Акведук побудований за часів імператора Октавіана Августа у 2 до н. е. Водозабір проходив із Lacus Alsietinus (тепер Лаго-ді-Мартіньяно) — озера у кратері вулкана на південний захід від Рима. Оскільки вода в озері не була питною, то її використовували для господарських потреб. Спочатку, за Августа головним чином для Навмахії та також для поливу садів. Аква Альзієтіна до часів побудови Акведука Траяна у 109 році, був єдиним акведуком для забезпечення водою частини Рима з правого берега Тибра. Водопровід проходив по сьогоднішній частині Рима — Трастевере через Янікул і в основному під землею. Загальна довжина водопроводу становила 33 км і продуктивність 16000 м³ води за день.